# Сельское поселение Урожайное
Се́льское поселе́ние Урожа́йное — муниципальное образование в составе Терского района республики Кабардино-Балкария. 
Административный центр — село Урожайное.

## География
Муниципальное образование расположено в северной части Терского района. В состав поселения входит один населённый пункт.
Площадь территории сельского поселения составляет — 49,23 км2. Основной массив площади расположен на равнине и незначительная часть находится на склонах Арикского хребта.
Граничит с землями муниципальных образований: Терекское на востоке, Новая Балкария на западе, а также с Моздокским районом Северной Осетии на северо-востоке. 
Сельское поселение расположено на наклонной Кабардинской равнине, в переходной от предгорной в равнинную, зоне республики. Средние высоты на территории сельского поселения составляют 172 метров над уровнем моря. Рельеф местности представляют собой в основном наклонную наклонную равнину, на севере вдоль долины реки Терек тянутся бугристые возвышенности. 
Гидрографическая сеть в основном представлено рекой Терек. Долина реки занята сохранившимися приречными лесами. В южной части сельского поселения проходит главная артерия Малокабардинского канала. 
Климат влажный умеренный с тёплым летом и прохладной зимой. Среднегодовая температура воздуха составляет около +10,5°С, и колеблется от средних +23,2°С в июле, до средних -2,5°С в январе. Минимальные температуры зимой редко отпускаются ниже -10°С, летом максимальные температуры превышают +35°С. Среднегодовое количество осадков составляет около 600 мм. Основная часть осадков выпадает в период с апреля по июнь. Основные ветры — северные и северо-западные. В конце лета возможны суховеи, вызванные воздействием воздушных течений исходящими из Прикаспийской низменности. 

## История
Сельский народный Совет при селе Абаево было основано в 1920 году. Тогда же населённый пункт был переименован в Неурожайное. 
В 1934 году Неурожайный сельсовет был переименован в Урожайный.  
В 1944 году в результате разукрупнения Терского района, Урожайный был передан в состав новообразованного Уражайненского района и избран его административным центром. 
В 1959 году Урожайненский район упразднён, а его территория возвращена в состав Терского района.
В 1992 году Урожайный сельсовет реорганизован и преобразован в Урожайненскую сельскую администрацию. 
Муниципальное образование Урожайное наделено статусом сельского поселения Законом Кабардино-Балкарской Республики от 27.02.2005 №13-РЗ «О статусе и границах муниципальных образований в Кабардино-Балкарской Республике».

## Население
| 2002  | 2010  | 2012  | 2013  | 2014  | 2015  | 2016  |
| ----- | ----- | ----- | ----- | ----- | ----- | ----- |
| 2056  | ↘2025 | ↘2013 | ↘1999 | ↘1991 | ↗1999 | ↘1987 |
| 2017  | 2018  | 2019  | 2020  | 2021  | 2023  | 2024  |
| ↗1997 | ↘1995 | ↗2006 | ↘2002 | ↗2138 | ↘2127 | ↗2142 |

Процент от населения района — 4.01 %
Плотность — 43.51 чел./км2

## Состав поселения
| № | Населённый пункт | Тип населённого пункта       | Население | Доля от населения (%) |
| - | ---------------- | ---------------------------- | --------- | --------------------- |
| 1 | Урожайное        | село, административный центр | ↗2142     | 100 %                 |

## Местное самоуправление
Администрация сельского поселения Урожайное — село Урожайное, ул. Базарная, №1 «а». 
Структуру органов местного самоуправления сельского поселения составляют:
- Глава сельского поселения — Сохов Анзор Хачимович.
- Администрация сельского поселения Урожайное — состоит из 7 человек.
- Совет местного самоуправления сельского поселения Урожайное — состоит из 11 депутатов.

## Экономика
Основу экономики села составляет сельское хозяйство. Наибольшее развитие получили выращивания злаковых и технических культур. 